# Wir sind doch Schwestern
Wir sind doch Schwestern ist ein deutscher Fernsehfilm des Regisseurs Till Endemann aus dem Jahr 2018. Das Drama ist eine Literaturverfilmung des gleichnamigen Buches der Autorin Anne Gesthuysen, das 2012 im Verlag Kiepenheuer & Witsch erschienen ist, und erzählt von drei Schwestern, gespielt von Jutta Speidel, Hildegard Schmahl und Gertrud Roll, die im Jahr 1994 nach Jahrzehnten der Entfremdung auf einem niederrheinischen Gutshof zusammenkommen, um den 100. Geburtstag der Ältesten zu feiern und dabei in Gesprächen miteinander alte Wunden aufreißen.

## Handlung
Niederrhein, 1994. Nach 44 Jahren der Funkstille treffen die beiden Schwestern Betty und Hiltrud anlässlich der Feierlichkeiten zu Hiltruds 100. Geburtstag auf dem Gutshof Verhoeven erstmals wieder aufeinander. Mittelkind Martha, die zu beiden Schwestern über all die Jahre hinweg regelmäßigen Kontakt gepflegt hat, strebt die Versöhnung zwischen ihren beiden seit Jahrzehnten zerstrittenen Geschwistern an – auch weil Hiltrud, die alles andere als freiwillig angereist ist, nach einem Sturz auf Hilfe angewiesen ist und Martha hofft, die Jubilarin bei Betty, der Besitzerin des großzügigen Hofes, unterbringen zu können.
Obwohl Martha ihre Schwestern innig zur Versöhnung aufruft, will Hiltrud nicht einsehen, sich mit Betty, deren ehemaligen Lebensstil als Haushälterin und heimliche Geliebte an der Seite des verstorbenen Gutsherrn Heinrich Verhoeven sie schon immer verabscheut hat, auszusprechen. Sie macht Heinrich seit ihrer Jugend dafür verantwortlich, dass ihr Verlobter, Heinrichs jüngerer Bruder Franz, im Ersten Weltkrieg gefallen und nicht nur dem Paar damit eine gemeinsame Zukunft verwehrt geblieben ist, sondern Hiltrud zu einem einsamen Leben im Staatsdienst gezwungen war. Ihrer Schwester kann Hiltrud wiederum nicht verzeihen, dass sie beim Gerichtsprozess im Jahr 1950 zu einer Falschaussage gezwungen war, um die heimliche Liaison zwischen Betty und Heinrich zu vertuschen und darüber hinaus das Ansehen der Familie zu schützen.
Betty selbst begleiten die Folgen des Prozesses ebenfalls zeitlebens: Sie war es gewesen, die Heinrich nach dem Tod seiner ersten Frau geholfen hatte, mit ihrer Freundin Anna Maria eine gesellschaftlich akzeptierte Partnerin für diesen zu finden, weil ihr eigener Stand dem Gutsbesitzer trotz seiner Zuneigung zu ihr keinen Antrag möglich gemacht hatte. Dass Anna Maria von der außerehelichen Affäre erfahren, Heinrich wegen Ehebruchs vor Gericht gebracht und nach Abweisung der Klage schließlich Suizid begangen hat, belastet sie – obwohl Heinrich und sie nach dem Freitod Anna Marias bis zu dessen Tode weiterhin glücklich unter einem Dach lebten – weiterhin schwer.
Hiltruds Strenge belastet auch das Verhältnis zu Martha, die sich von ihr in wichtigen Situationen bevormundet fühlte – insbesondere als sie ihren Mann nach dessen Rückkehr aus der Gefangenschaft nach Ende des Zweiten Weltkriegs beim Sex mit ihrem Cousin erwischte und Hiltrud der Mutter zweier Kinder jedwede Konsequenz untersagte. Als sie die beiden Studentinnen Annekatrin und Ira, die die Schwestern für einen Kurzfilm im Rahmen des Jubiläums vor der Kamera interviewen, ebenfalls beim Sex ertappt, brechen auch bei ihr alte Wunden auf.

## Hintergrund
Wir sind doch Schwestern basiert auf dem gleichnamigen Roman der Journalistin und Schriftstellerin Anne Gesthuysen, welcher 2012 im Verlag Kiepenheuer & Witsch erschien. Gesthuysen war von drei Großtanten zur Handlung des Buches inspiriert worden, die allesamt bis ins hohe Alter gelebt und auf ein ereignisreiches Leben hatten zurückblicken können. Filmproduzent Nico Hofmann, der das Buch als „das berührendste Generationenporträt seit Jahren“ beschrieb, erwarb nach dessen Lektüre umgehend die Verwertungsrechte und beauftragte Drehbuchautorin Heide Schwochow mit der Verfassung eines Skripts. Diese arbeitete drei Jahre „sehr frei nach der Vorlage“ an der Filmadaption, änderte unter anderem die Namen der Protagonistinnen und ließ Ortsangaben verschwinden. Die Zusammenarbeit mit Gesthuysen beschrieb sie als „Liebe auf den ersten Blick“. Die Journalistin unterstützte Schwochow mit Berichten über ihre Familie maßgeblich bei der Arbeit und besuchte mit ihr verschiedene Orte am Rhein, darunter den Ort Xanten im Kreis Wesel, wo die Handlung des Romans angesiedelt ist.

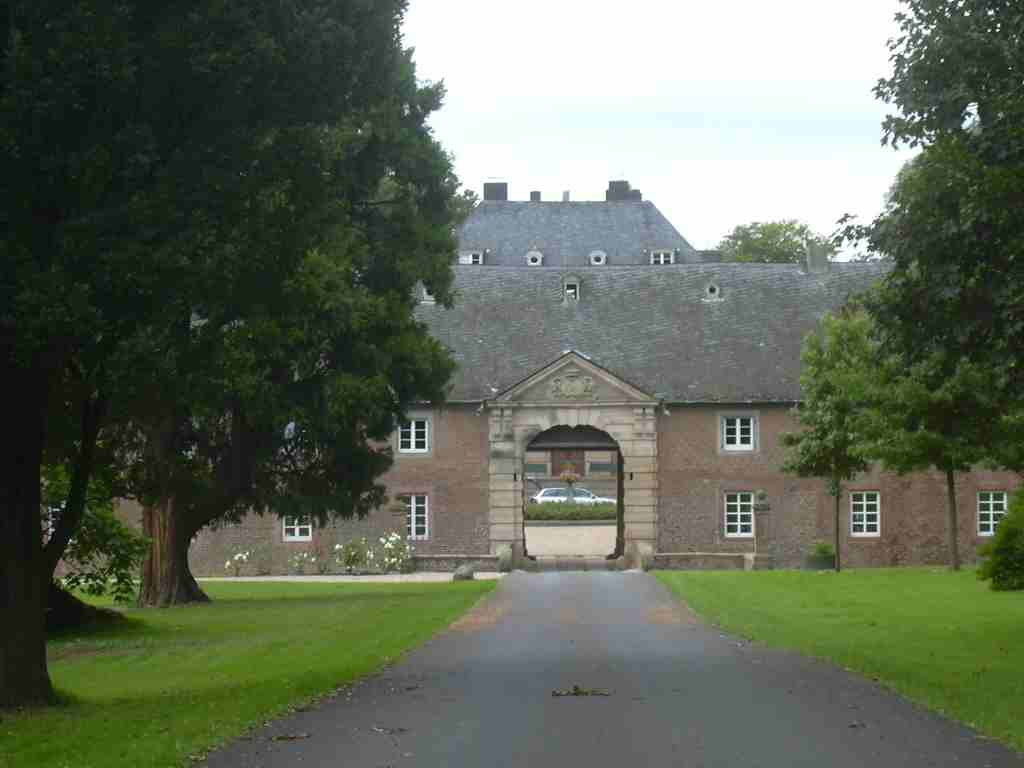
Hauptdrehort des Films war die Burg Müddersheim in Vettweiß.

 Produziert wurde die Verfilmung des Buches von UFA Fiction in Koproduktion mit der ARD Degeto und dem Westdeutschen Rundfunk (WDR) im Auftrag des Ersten. Neben Hofmann trat Benjamin Benedict als Produzent in Erscheinung. Die Redaktion lag bei Christine Strobl und Carolin Haasis von ARD Degeto sowie bei den WDR-Redakteurinnen Barbara Buhl und Götz Bolten. Die Film- und Medienstiftung NRW unterstützte das Projekt mit einer finanziellen Produktionsförderung von rund 600.000 Euro. Die Dreharbeiten fanden vom 24. April bis 31. Mai 2017 vorwiegend im nordöstlichen Teil der Gemeinde Vettweiß im Kreis Düren statt. Als Hauptkulisse diente die Burg Müddersheim am Ortsrand des gleichnamigen Ortsteils, welche stellvertretend für den fiktionalen Gutshof Verhoeven fungierte. Auch die in den Jahren 1777 bis 1778 erbaute St. Amandus Pfarrkirche mit ihrer Rokoko-Ausstattung wurde als Kulisse für eine der Schlüsselszenen des Films genutzt. Anne Gesthuysen übernahm eine Komparsenrolle im Film.
Die Besetzung des Films oblag Nina Haun. Die Rollen der drei Janssen-Schwestern wurden mit insgesamt neun Schauspielerinnen besetzt, die diese in jeweils drei gemeinsamen Lebensabschnitten um 1915, 1950 und 1994 zeigen. So wurden neben Jutta Speidel, Hildegard Schmahl und Gertrud Roll, die allesamt mittels Make-up deutlich älter geschminkt wurden, die Rollen der anderen beiden Zeitebenen für die Figuren Betty, Hiltrud und Martha Janssen von Christiane Bärwald (Betty, 1950), Claudia Geisler-Bading (Hiltrud, 1950), Caroline Ebner (Martha, 1950), Charlotte Banholzer (Betty, 1917), Caroline Hellwig (Hiltrud, 1917) und Nathalie Lucia Hahnen (Martha, 1917) übernommen.

## Produktion
Hergestellt wurde der Spielfilm von UFA Fiction in Koproduktion mit der ARD Degeto und dem Westdeutschen Rundfunk (WDR). Die Dreharbeiten fanden von April bis Mai 2018 im Ortsteil Müddersheim der Gemeinde Vettweiß im Kreis Düren sowie an weiteren Orten im Ruhrgebiet statt. In weiteren Hauptrollen traten unter anderem Benjamin Sadler, Anke Retzlaff, Victoria Schulz und Matthias Brenner vor die Kamera des Ensemblefilms. Die Erstausstrahlung erfolgte im Dezember 2018 im Ersten.

## Kritiken

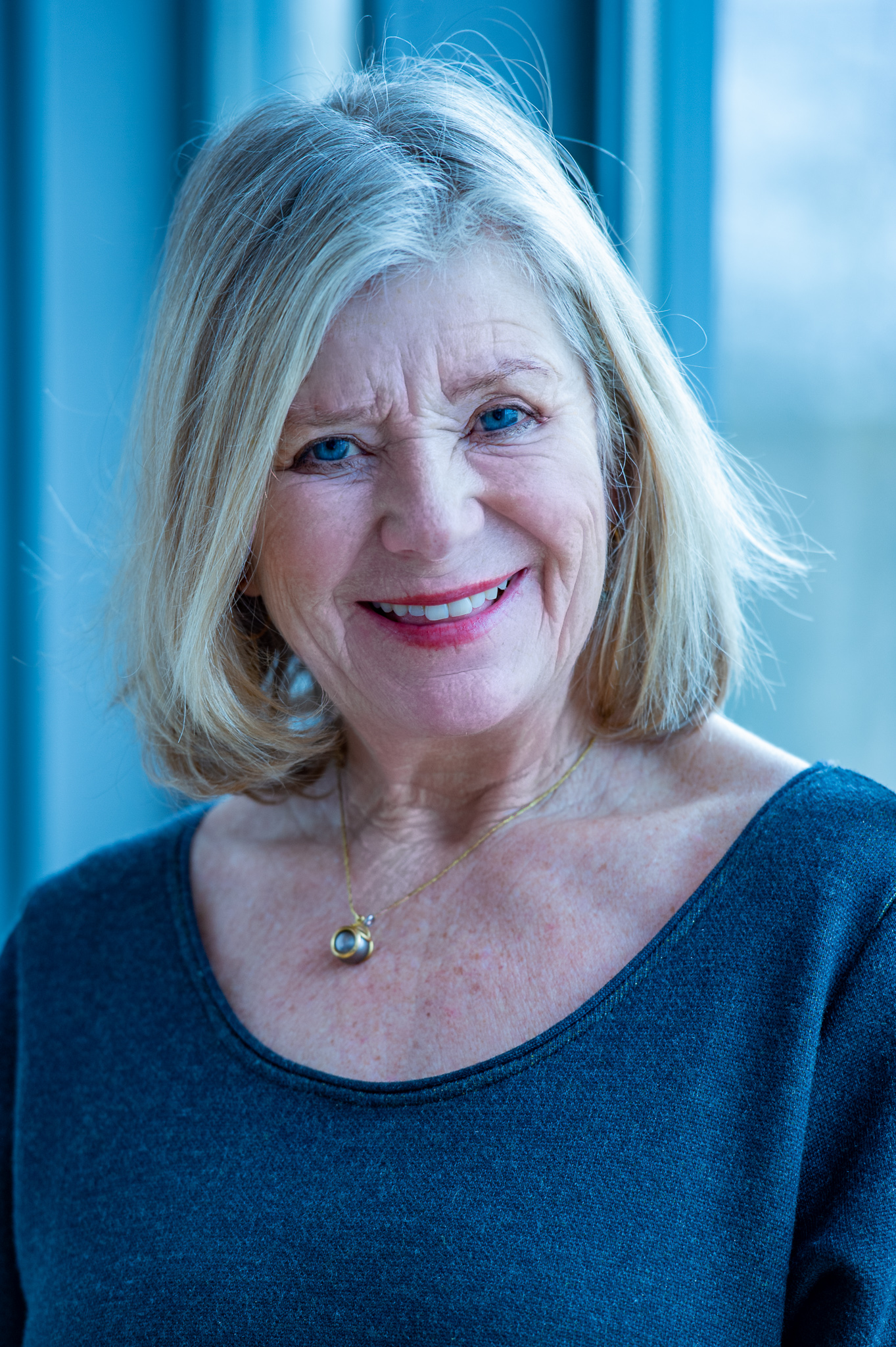
Der Hauptcast um Jutta Speidel erhielt positive Kritiken für sein Spiel.

Rainer Tittelbach schrieb in seiner Rezension für Tittelbach.tv, dass Schwochow und Endemann mit Wir sind doch Schwestern ein Generationen-Porträt gelungen sei, „das von Minute zu Minute mehr in seinen Bann“ ziehe. Sind „in den ersten Einstellungen die ausgestellt ältlich und zittrig vorgetragenen Off-Texte noch gewöhnungsbedürftig, sind es danach die vom Leben zerfurchten Gesichter, die einen neugierig machen auf die Biographien dieser drei Frauen“. Es sei „eine große Freude, Jutta Speidel, Hildegard Schmahl und Gertrud Roll, diesen großen, auf sehr viel älter geschminkten Schauspielerdamen zuzuschauen“. Dabei halte sich Wir sind doch Schwestern „mit Gefühlsausbrüchen zurück. Hinzu kommt die Struktur der Erzählung: Aus den Wechselwirkungen zwischen den Erfahrungen der Heldinnen, aus den Verbindungen zwischen Gegenwart und Vergangenheit ergibt sich ein aus verschiedenen Perspektiven klar erzähltes Mosaik, das dem Kitsch keine Chance lässt“.
„Das Drama ist eine von den Titeldarstellerinnen toll gespielte, aber im Rollator-Tempo erzählte Familiengeschichte vor dem Spiegel des 20. Jahrhunderts“, resümierte Tilmann P. Gangloff in der Frankfurter Rundschau. Schon das Kinoformat verdeutliche, dass „dieser Film großes Fernsehen sein möchte“. Doch Endemanns Regie wiege schwer, zeichne sich durch einen Hang zur Überinszenierung aus und orientiere sich dabei oft „am klassischen Stichwortschema vergleichbarer Werke“. Durch die kurzen episodischen Rückblenden, sei es „für die Darstellerinnen der jüngeren Schwestern schwer, sich zu profilieren, zumal diese Rollen auch nicht annähernd so prominent besetzt worden sind“. Dass Wir sind doch Schwestern trotzdem sehenswert sei, habe der Film „vor allem den drei Hauptdarstellerinnen zu verdanken; und der leidvollen Geschichte, die sich nach und nach entfaltet“.
Eric Leimann von der Fernsehzeitschrift Prisma schrieb: „Die vielfach preisgekrönte Drehbuchautorin Heide Schwochow erzählt das lange Leben der drei Schwestern auf drei Zeitebenen: auch als Kinder und junge Frauen ist das Geschwister-Trio zu sehen. Den Löwenanteil der Spielzeit bestreiten allerdings die ausdrucksstarken älteren Darstellerinnen: Hildegard Schmahl, Getrud Roll und Jutta Speidel“. Till Endemann sei „dieser ‚Jahrhundertfilm‘ ein wenig schwerer geraten, als es dem ohnehin schon betagten Stoff gutgetan hätte. Dazu lässt sich eine gewisse Konstruiertheit des Plots nicht leugnen. Dennoch beeindruckt das Spiel der Schwestern. Vor allem die große Theaterschauspielerin Hildegard Schmahl ist als verbitterte Hundertjährige, die Erlösung auf den letzten Metern sucht, eine Wucht“.
dpa kritisierte, dass alle Namen und Orte aus dem Buch im Film geändert wurden, „teilweise wohl auch aus rechtlichen Gründen, manche Erzählstränge aus dem Buch kommen hier zu kurz, dafür werden unnötigerweise zwei junge Filmemacherinnen eingeführt“. Hingegen zeige Wir sind doch Schwestern gelungen auf, dass „Moral, Reputation und Standesdünkel im Deutschland der Nachkriegsjahre und vor allem im erzkatholischen Niederrhein ganz oben standen – auch das, was Anstand und Sitte genannt wurde“. Der Film „habe eine liebevolle Ausstattung, die Musik wird dezent eingesetzt, die drei Hauptrollen sind - je nach Generation - alle dreifach besetzt. Die drei Schauspielerinnen Schmahl, Speidel und Roll wirken trotz guter Maske etwas zu jung, agieren aber allesamt großartig“.

## Erfolg
Wir sind doch Schwestern feierte am 22. Dezember 2018 im Ersten Erstausstrahlung. Mit 8,9 Prozent Marktanteil bei insgesamt 2,81 Millionen war der Spielfilm hinter der ZDF-Fernsehreihe Stubbe – Von Fall zu Fall und der RTL-Show Das Supertalent die drittmeistgesehene Produktion zur Hauptsendezeit. In der werberelevanten Zielgruppe der 14- bis 49-Jährigen belief sich der Marktanteil auf unterdurchschnittliche 3,6 Prozent.